# Shogo Hamada Official Fan Club Presents "100% FAN FUN FAN" ON THE AVENUE 2013「曇り時々雨のち晴れ」
『Shogo Hamada Official Fan Club Presents "100% FAN FUN FAN" ON THE AVENUE 2013「曇り時々雨のち晴れ」"』（ショウゴ・ハマダ・オフィシャル・ファン・クラブ・プレゼンツ オン・ザ・アヴェニュー2013 くもりときどきあめのちはれ）は、2020年12月9日に発売された浜田省吾12作目の映像作品。

## 概要
前作『Welcome back to The 70's "Journey of a Songwriter" since 1975 「君が人生の時〜Time of Your Life」』から1年3ヶ月ぶりとなる映像作品。
本作は、2013年春夏に開催されたファンクラブツアー『Shogo Hamada Official Fan Club Presents "100% FAN FUN FAN" On The Avenue 2013「曇り時々雨のち晴れ」』から、7月4日・5日に行われたチャリティー公演を収録している。
完全生産限定盤はライブ音源2枚組CDも封入されている。
ライブでは「恋に落ちたら」「少年の心」「家路」なども歌われたが、収録されていない。

## リリース
Blu-rayとDVDの2形態でリリースされた。
ライブCD2枚を同梱した2形態の完全生産限定盤＜BD-BOX（BD+2CD）・DVD-BOX（DVD+2CD）＞も同時発売された。

## 収録曲

### DVD/Blu-ray
1. Walking in the Rain
2. モノクロームの虹
3. この夜に乾杯！
4. Same Old Rock 'n' Roll
5. 街角の天使
6. 土曜の夜と日曜の朝
7. 雨の日のささやき
8. 朝のシルエット
9. ベイブリッジセレナーデ
10. さよならゲーム
11. 二人の絆
12. 恋は魔法さ
13. Thank You
14. I am a Father
15. こんな夜は I Miss You
16. こんな気持のまま
17. さよならの前に
18. 最後のキス

### CD（完全生産限定盤のみ）

#### Disc-1
1. Walking in the Rain
2. モノクロームの虹
3. この夜に乾杯！
4. Same Old Rock 'n' Roll
5. 街角の天使
6. 土曜の夜と日曜の朝
7. Talk 1
8. 雨の日のささやき
9. 朝のシルエット
10. ベイブリッジセレナーデ

#### Disc-2
1. さよならゲーム
2. 二人の絆
3. 恋は魔法さ
4. Thank You
5. I am a Father
6. こんな夜は I Miss You
7. こんな気持のまま
8. さよならの前に
9. Talk 2
10. 最後のキス

## セットリスト
- 太字は未収録曲

1. Walking in the Rain
2. モノクロームの虹
3. この夜に乾杯！
4. Same Old Rock 'n' Roll
5. 街角の天使
6. 土曜の夜と日曜の朝
7. 雨の日のささやき
8. 朝のシルエット
9. 恋に落ちたら
10. 少年の心
11. カンフル罪一発（カンフル罪）
12. 負けてられない（カンフル罪）
13. ベイブリッジセレナーデ
14. さよならゲーム
15. 二人の絆
16. 恋は魔法さ
17. Thank You
18. I am a Father
19. 家路
20. こんな夜は I Miss You
21. こんな気持のまま
22. さよならの前に
23. 最後のキス

## 参加ミュージシャン
- 浜田省吾 - Vocal, Guitar & Harmonica
- 町支寛二 - Guitar & Backing vocal
- 長田進 - Guitar
- 小田原豊 - Drums
- 美久月千晴 - Bass
- 福田裕彦 - Keyboard
- 河内肇 - Piano
- 古村敏比古 - Saxophone, Flute
- 佐々木史郎 - Trumpet
- 清岡太郎 - Trombone
- 白井友紀 -Backing vocal
- 山路唯 -Backing vocal